# 즐거운 나의 집 (2010년 드라마)
《즐거운 나의 집》은 MBC에서 2010년 10월 27일부터 2010년 12월 23일까지 방영된 문화방송 수목 미니시리즈이다.

## 트리비아
해당 드라마 작품에서 이의정 (김진해 역)은 2005년 SBS 《루루공주》이후 뇌종양 투병 등으로 지상파 드라마에서 자취를 감췄다가 2010년 SBS 《산부인과》에 카메오로 출연하여 지상파 드라마에 복귀했지만 해당 작품을 통해 5년 만에 지상파 드라마에서 비중 있는 배역을 맡았다.

## 등장 인물

### 주요 인물
- 김혜수 (아역: 신규리) : 김진서(37세) 역 - 정신과 의사
- 황신혜 (아역: 한보배) : 모윤희(40세) 역 - 명미술관 관장
- 신성우 (아역: 서상원) : 이상현(40세) 역 - 진서의 남편, 명성대 시간강사
- 윤여정 : 성은숙(59세) 역 - 은필의 누나
- 이상윤 : 강신우(29세) 역 - 강력계 형사

### 진서의 주변 인물
- 이의정 : 김진해(34세) 역 - 진서의 동생, 전업주부
- 송영규 : 허영민(39세) 역 - 진해의 남편, 명성대 전임교수
- 정혜선 : 박둘남(67세) 역 - 진서의 시어머니
- 정주은 : 한희수(36세) 역 - 진서의 후배, 대학병원 의사
- 남다름 : 이민조(9세) 역 - 진서의 아들
- 이준휘 : 허병주 역 - 진서의 조카, 진해의 아들
- 임소영 : 한소리 역 - 상현의 내연녀

### 윤희의 주변 인물
- 김갑수 : 성은필(49세) 역 - 윤희의 남편, 명성대 재단 이사장
- 이설아 : 성은재(29세) 역 - 은숙과 은필의 이복동생
- 최수린 : 조수민(30대) 역 - 은필의 전처, 일명 빨간 원피스
- 이정성 : 고 변호사(40대) 역
- 한민채 : 최 학예사(20대) 역 - 명미술관 큐레이터
- 이호재 : 모준하/이준희 역 - 윤희의 아버지 역
- 김영훈 : 김 비서 역
- 장희웅 : 보조 요리사 역 - 살인범

### 명성대학교 영상문학과
- 정원중 : 탁경환(58세) 역 - 학과장
- 정진각 : 우장순(64세) 역 - 정교수
- 송민형 : 최병달(52세) 역 - 부교수

### 그 외 인물
- 장경아

## 시청률
최저 시청률과 최고 시청률은 시청률 조사회사와 지역별로 시청률에 차이가 있을 수 있습니다.
| 2010년 | 2010년    | 2010년         | 2010년       | 2010년         | 2010년       |
| 회차   | 방송일    | TNmS 시청률    | TNmS 시청률  | AGB 시청률     | AGB 시청률   |
| 회차   | 방송일    | 대한민국(전국) | 서울(수도권) | 대한민국(전국) | 서울(수도권) |
| ------ | --------- | -------------- | ------------ | -------------- | ------------ |
| 제1회  | 10월 27일 | 5.8%           | 7.6%         | 6.4%           | 8.2%         |
| 제2회  | 10월 28일 | 4.8%           | 7.2%         | 5.0%           | 7.4%         |
| 제3회  | 11월 3일  | 6.5%           | 7.2%         | 7.2%           | 8.6%         |
| 제4회  | 11월 4일  | 5.8%           | 6.9%         | 7.4%           | 8.5%         |
| 제5회  | 11월 10일 | 6.1%           | 6.8%         | 7.5%           | 8.2%         |
| 제6회  | 11월 11일 | 6.3%           | 7.0%         | 8.1%           | 9.7%         |
| 제7회  | 11월 17일 | 5.4%           | 6.6%         | 8.3%           | 9.5%         |
| 제8회  | 11월 24일 | 6.9%           | 8.3%         | 8.6%           | 10.0%        |
| 제9회  | 12월 1일  | 7.0%           | 7.6%         | 7.2%           | 8.1%         |
| 제10회 | 12월 2일  | 6.4%           | 7.5%         | 7.7%           | 8.8%         |
| 제11회 | 12월 8일  | 6.1%           | 7.6%         | 7.5%           | 9.0%         |
| 제12회 | 12월 9일  | 7.7%           | 8.4%         | 8.9%           | 9.9%         |
| 제13회 | 12월 15일 | 8.2%           | 9.2%         | 9.9%           | 11.1%        |
| 제14회 | 12월 16일 | 7.9%           | 8.5%         | 10.0%          | 11.2%        |
| 제15회 | 12월 22일 | 9.3%           | 9.9%         | 9.7%           | 10.8%        |
| 제16회 | 12월 23일 | 9.2%           | 10.0%        | 10.0%          | 11.1%        |

## 참고 사항
- 극중 모윤희와 이상현 역을 맡았던 황신혜와 신성우는 MBC 월화드라마 《위기의 남자》이후 9년만에 재회하였다